# Sceloporus esperanzae
Sceloporus esperanzae (есперанська колюча ігуана) — вид ігуаноподібних ящірок родини фриносомових (Phrynosomatidae). Ендемік Гондурасу. Описаний у 2018 році.

## Поширення і екологія
Есперанські колючі ігуани мешкають в горах і передгір'ях у департаментах Інтібука і Ла-Пас, зокрема в околицях міста Ла-Есперанса. Вони живуть в гірських соснових лісах та у вологих тропічних лісах, трапляються поблизу людських поселень. Зустрічаються на висоті від 1530 до 1900 м над рівнем моря.